# Lilla Målgölen
Lilla Målgölen var en sjö i Åtvidabergs kommun i Småland som ingår i Vindåns huvudavrinningsområde. Sjön hade en area på 0,064 kvadratkilometer och låg 90,1 meter över havet. Numera återstår endast mycket lite av vattenspegeln. Den avvattnas av vattendraget Kvarnån.

## Delavrinningsområde
Lilla Målgölen ingår i det delavrinningsområde (644779-152942) som SMHI kallar för Mynnar i Vindommen. Medelhöjden är 90 meter över havet och ytan är 20,48 kvadratkilometer. Det finns inga avrinningsområden uppströms utan avrinningsområdet är högsta punkten. Kvarnån som avvattnar avrinningsområdet har biflödesordning 2, vilket innebär att vattnet flödar genom totalt 2 vattendrag innan det når havet efter 30 kilometer. Avrinningsområdet består mestadels av skog (82 procent). Avrinningsområdet har 0,85 kvadratkilometer vattenytor vilket ger det en sjöprocent på 4,2 procent.